# Посольство Судану в Україні
Посольство Судану в Києві — офіційне дипломатичне представництво Республіки Судан в Україні, відповідає за підтримку та розвиток міждержавних відносин між Суданом та Україною.

## Історія посольства
Судан визнав незалежність України 25 квітня 1992 року.. Інтереси Судану в Україні з 1992 р. представляв Надзвичайний i Повноважний посол Республіки Судан в Росії, за сумісництвом в Україні. У квітні 2002 року відбулося призначення Посла України в Республіці Судан за сумісництвом з резиденцією в Каїрi. Після зустрічі міністра закордонних справ Республіки Судан Алі Ахмеда Карті з Костянтином Грищенком у 2012 році було прийнято рішення про відкриття посольства Республіки Судан в Києві.

## Посли Судану в Україні
1. Ендрю Макур Тоу (Andrew Makur Thou) (1995), за сумісництвом[3]
2. Ібрагім аль-Башір Осман аль-Кабаші (Ibragim Al-Bashir Osman Al-Kabashi) (2000—2003), за сумісництвом
3. Чол Денг Алак (Chol Deng Alak) (2004—2008), за сумісництвом[4]
4. Сіраджуддін Хамід Юсеф (Sirajuddin Hamid Yousuf) (2009—2010), за сумісництвом
5. Мохамед Хуссейн Заруг (Mohamed Hussein Hassan Zaroug) (2010—2013), за сумісництвом
6. Анас Елтаєб Елгаілані Мустафа (Anas Al-Tayeb Gailani) (2013—2018), з резиденцією в Києві[5][6]
7. Мохамед Еіса Ісмаїл Дахаб (Mohammed Eisa Ismail Dahab) (2018-2022)[7][8].
8. Окаша Ельдов Мохаммед Ельмахі (з 2022) т.п.